# Солсбері (Теннессі)
Солсбері (англ. Saulsbury) — місто (англ. town) в США, в окрузі Гардеман штату Теннессі. Населення — 112 особи (2020).

## Географія
Солсбері розташоване за координатами 35°2′51″ пн. ш. 89°5′16″ зх. д. / 35.04750° пн. ш. 89.08778° зх. д. (35.047620, -89.087716).  За даними Бюро перепису населення США в 2010 році місто мало площу 0,94 км², уся площа — суходіл. В 2017 році площа становила 1,57 км², уся площа — суходіл.

## Демографія
Згідно з переписом 2010 року, у місті мешкала 81 особа в 39 домогосподарствах у складі 21 родини. Густота населення становила 86 осіб/км².  Було 46 помешкань (49/км²).
Расовий склад населення:
| - 82,7 % — білих - 16,0 % — чорних або афроамериканців |

До двох чи більше рас належало 1,2 %. Частка іспаномовних становила 3,7 % від усіх жителів.
За віковим діапазоном населення розподілялося таким чином: 19,8 % — особи молодші 18 років, 44,4 % — особи у віці 18—64 років, 35,8 % — особи у віці 65 років та старші. Медіана віку мешканця становила 49,5 року. На 100 осіб жіночої статі у місті припадало 118,9 чоловіків;  на 100 жінок у віці від 18 років та старших — 109,7 чоловіків також старших 18 років.
За межею бідності перебувало 62,3 % осіб, у тому числі 87,2 % дітей у віці до 18 років та 25,0 % осіб у віці 65 років та старших.
Цивільне працевлаштоване населення становило 50 осіб. Основні галузі зайнятості: роздрібна торгівля — 82,0 %, виробництво — 6,0 %, сільське господарство, лісництво, риболовля — 4,0 %.